# 카리나 (배우)
카리나(일본어: 香里奈, 1984년 2월 21일 - )는 일본의 모델겸 배우이다. 아이치현 나고야시에서 태어났으며, 본명은 노세 카리나(能瀬 香里奈)이다. 소속사는 텐 캐럿이며 세 자매 중 막내이다.
2001년 《카바치타레》의 오하라 하루나 역으로 드라마에 처음 출연했다. 2004년엔 《심호흡의 필요》로 영화 첫 출연에 첫 주연을 맡았으며, 2005년엔 드라마 《정말 좋아!!》로 드라마 첫 주연을 맡았다.

## 출연

### 드라마
- 2001년 《카바치타레!》 - 오하라 하루나 역
- 2002년 《롱 러브레터~표류교실~》 - 마이오카 아즈사 역
- 2004년 《2H》 - 가지와라 마유미 역
- 2004년 《너스맨이 간다》 - 야노하라 노조미 역
- 2005년 《우미자루-UMIZARU EVOLUTION-》 - 마츠하라 에리카 역
- 2006년 《야왕~YAOH~》 - 사이토 마쓰리 역
- 2006년 《CA라고 불러!》 - 기쿠치 유카 역
- 2006년 《메시지~전설의 CM 디렉터 스기야마 토시~》 - 이토 마키 역
- 2006년 《내가 걷는 길》 - 마쓰다 미야코 역
- 2007년 《날개가 부러진 천사들 제4화 '상품'》 - 미사키 역
- 2007년 《밤비노~!》 - 히비노 아스카 역
- 2007년 《소에게 소원을 Love&Farm》 - 스에나가 미호코 역
- 2008년 《정말 좋아!!》 - 후쿠하라 유즈 역
- 2008년 《선생님은 대단해!》 - 아오야마 유키 역
- 2008년 《엽기적인 그녀》 - 사부로의 맞선 상대
- 2008년 《연무의 불 가라후토·모오카 우체국에 흩어진 9명의 소녀들》 - 이노우에 아이코 역
- 2008년 《뮤의 다리 아빠에게 줄게》 - 야마구치 아야 역
- 2008년 《리얼 클로즈 (스페셜 드라마)》 - 아마노 키누에 역
- 2008년 《갈릴레오Φ》 - 신도 나미에 역
- 2009년 《러브셔플》 - 아이자와 아이루 역
- 2009년 《여기는 잘나가는 파출소》 - 아키모토 카트린느 레이코 역
- 2009년 《일하는 곤!》 - 이즈미 아미 역
- 2009년 《리얼 클로즈》 - 아마노 기누에 역
- 2010년 《웃기는 여배우 '죽였을지도 몰라'》 - 하즈키 역
- 2010년 《기묘한 이야기 20주년 스페셜 봄 ~인기방송경영편~ '뉴스 아저씨, 다시 한 번'》
- 2010년 《프리터, 집을 사다.》 - 지바 마나미 역
- 2011년 《미사키 넘버 원!!》 - 텐노지 미사키 역
- 2011년 《내가 연애할 수 없는 이유》 - 후지이 에미 역
- 2012년 《더티 마마!》 - 나가시마 아오이 역
- 2012년 《PRICELESS~있을 리 없잖아, 그런 거!~》 - 니카이도 사야 역
- 2013년 《SUMMER NUDE》 - 지요하라 나쓰키 역
- 2015년 《결혼식 전날에》- 세리자와 히토미 역
- 2017년 《미움받을 용기》- 안도 란코 역

### 영화
- 2004년 《심호흡의 필요》 - 다치바나 히나미 역
- 2004년 《천국의 책방~연화~》 - 유이 역
- 2004년 《우미자루》 - 마쓰하라 에리카 역
- 2006년 《환생》 - 키노시타 아요이 역
- 2007년 《말해도 말해도》 - 도카와 사쓰키 역
- 2007년 《연공》 - 사쿠라이 미나코 역
- 2009년 《극장판 도라에몽: 신 진구의 우주개척사》 - 모리나 역
- 2010년 《퍼레이드》 - 아이마 미키 역
- 2010년 《THE LAST MESSAGE》 - 마츠하라 에리카 역
- 2010년 《러브코메》 - 마쓰다 마키에 역
- 2011년 《내일의 죠》 - 시라키 요코 역
- 2011년 《토끼 드롭스》
- 2011년 《여기는 잘나가는 파출소 더 무비: 카치도키 다리를 봉쇄하라!》 - 아키모토 카트린느 레이코 역
- 2011년 《버니드롭》 - 후타니 유카리 역
- 2012년 《걸》 - 타키가와 유키코 역
- 2019년 《라이프 온 더 롱보드 2nd Wave》

### 예능 외
- 2011년 《정열대륙》